# Донаті Август Ринальдович
Август Ринальдович Донаті (1854–) — італійський дипломат. Італійський консул в Миколаєві (1885—1915).

## Життепис
Народився близько 1854 року. З його іменем пов'язана робота першого миколаївського міського громадського транспорту: кінно-залізної дороги, яка була влаштована й експлуатувалася на концесійних засадах Бельгійським анонімним товариством (Льєж) з 1897 по 1914 роки.
Напередодні викупу підприємства «конки» у власність міста з метою перебудови її своїми коштами під електричний трамвай Август Донаті був довіреним Бельгійського анонімного товариства трамваїв і використання електрики у Миколаєві, членом облікового комітету Миколаївського відділення Санкт-Петербурзького страхового товариства.
Донаті вів активну благодійну діяльність на користь італійської громади міста Миколаєва. Так, він зініціював збір пожертв до місцевого
італійського консульства на користь постраждалих від великого землетрусу на Сицилії у 1908 р. працівниками Миколаївського відділення Санкт-Петербурзького міжнародного банку й іншими представниками місцевої влади. Загальна сума пожертв становила 1621 руб. 16 коп. і 500 франків.